# 羅斯伯里 (密歇根州)
羅斯伯里（英語：Rothbury）是位於美國密歇根州奧希阿納縣的一個村。

## 人口
根據2020年美國人口普查的數據，羅斯伯里的面積為6.65平方千米，當中陸地面積為6.37平方千米，而水域面積為0.28平方千米。當地共有人口486人，而人口密度為每平方千米73人。